# Soriano
Pour les articles homonymes, voir Soriano (homonymie).

Le département de Soriano est situé dans l'ouest de l'Uruguay.
Mercedes est la capitale départementale et la principale ville du département de Soriano.

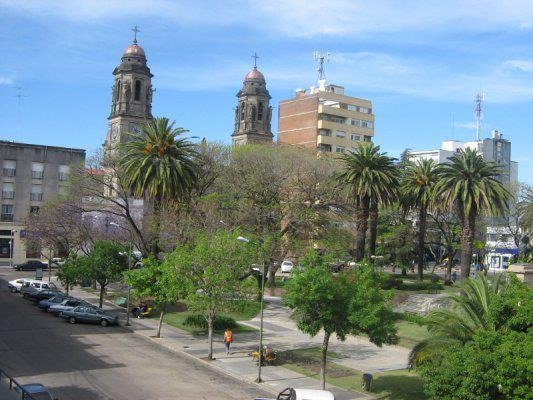
Mercedes est la capitale départementale du Soriano

## Géographie
Le département est bordé à l'ouest par les rives du fleuve d'Argent, plus connu sous son hydronyme de  río de la Plata, qui le sépare de l'Argentine. 
À l'est, il est délimité par le département de Flores, au nord par celui de Río Negro et au sud par le département de Colonia.
Le département est l'un des plus montueux du pays en raison de son relief de hautes collines. En effet, il est traversé par de nombreux plateaux comme la Cuchilla del Correntino dans le quart nord-est, la Cuchilla del Perdido dans le quart sud-est, les Cuchillas de San Martín et surtout celle de San Salvador dans le sud où cette dernière  chevauche les départements de Soriano et de Colonia.
La cuchilla del Bizcocho quant à elle partage le département en deux bassins hydrographiques avec, au nord, celui du Río Negro et, au sud, celui du Río San Salvador, les deux rivières se jettent dans l'Uruguay, étant ses affluents de rive gauche.

## Histoire
Le département fait partie des six premiers à avoir été créés en 1816 par la révolution uruguayenne. Son nom original était département de Santo Domingo Soriano

## Population
Selon le recensement de 2004.

### Villes les plus peuplées
| Ville               | Population |
| ------------------- | ---------- |
| Mercedes (capitale) | 42 032     |
| Dolores             | 15 753     |
| Cardona             | 4 689      |
| Chacras de Dolores  | 3 251      |
| José Enrique Rodó   | 2 113      |
| Palmitas            | 1 954      |
| Villa Soriano       | 1 184      |
| Santa Catalina      | 1 053      |

### Autres villes

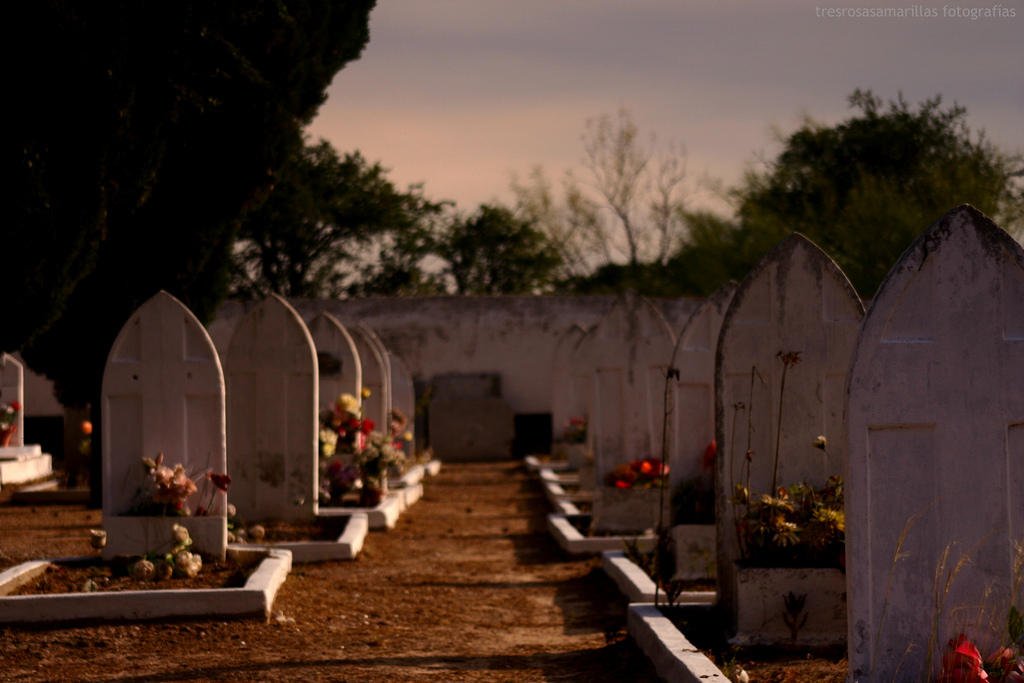
Cimetière coloniale à Villa Soriano

| Ville             | Population |
| ----------------- | ---------- |
| Egaña             | 852        |
| Risso             | 666        |
| Villa Darwin      | 582        |
| Palmar            | 471        |
| Cañada Nieto      | 454        |
| Agraciada         | 389        |
| Palo Solo         | 211        |
| Castillos         | 163        |
| Perseverano       | 141        |
| La Loma           | 111        |
| El Tala           | 93         |
| La Concordia      | 79         |
| Colonia Concordia | 55         |

## Économie
L'élevage possède une place importante dans l'économie du département, à tel point que l'agriculture l'approvisionne en fourrage. Il y a une production non négligeable de céréales et autre culture (comme le blé, maïs, tournesol, orge, avoine et les pommes de terre) ou de laine. Il y a enfin quelques élevages de porcs et de volailles. L'industrie y est quant à elle totalement imbriquée dans ces secteurs (tanneries, industrie laitière...)